# 圣让代尚
圣让德尚（法語：Saint-Jean-des-Champs，法語發音：[sɛ̃ ʒɑ̃ de ʃɑ̃]）是法国芒什省的一个市镇，属于阿夫朗什区。

## 地理
圣让德尚（48°49'39"N, 1°27'53"W）面积19.4 平方千米，位于法国诺曼底大区芒什省，该省份为法国西北部沿海省份，西、北、东北三面环大西洋，东起顺时针与卡爾瓦多斯省、奧恩省、马耶讷省和伊勒-维莱讷省接壤。
与圣让德尚接壤的市镇（或旧市镇、城区）包括：于迪梅尼勒、滨海库德维尔、福利尼、拉吕塞尔讷-杜特勒梅尔、圣欧班德普雷欧、圣皮埃尔朗热、圣普朗谢、圣索沃尔拉波姆赖。
圣让德尚的时区为UTC+01:00、UTC+02:00（夏令时）。

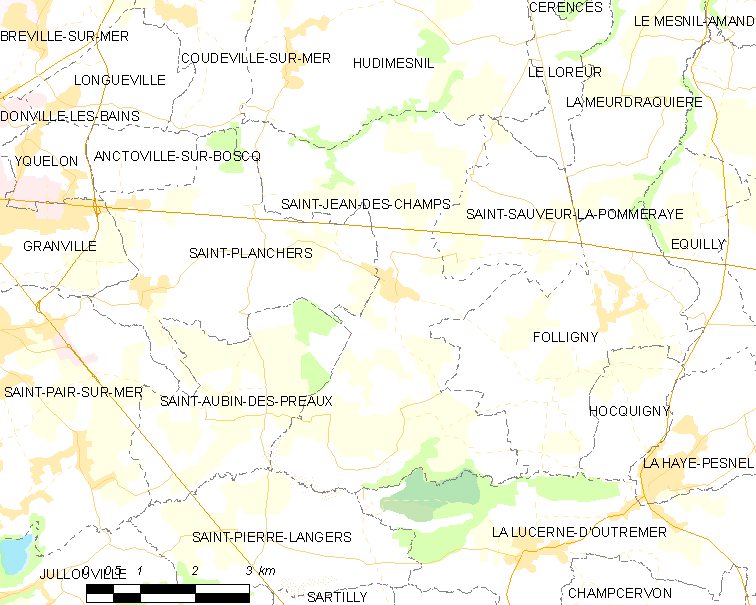
圣让德尚的OSM定位图

## 行政
圣让德尚的邮政编码为50320，INSEE市镇编码为50493。

## 政治
圣让德尚所属的省级选区为布雷阿勒县。

## 人口

1962-2008年间圣让德尚人口变化图示

圣让德尚于2022年1月1日时的人口数量为1521人。